# Effet du cannabis sur le rythme circadien
L'effet du cannabis sur le rythme circadien est un domaine de recherche naissant qui a a donné lieu a plusieurs études contradictoires, dont le sens reste à confirmer à l'aide d'études plus robustes. 

## Description
La grande majorité des organismes vivants possèdent des horloges moléculaires leur permettant de synchroniser leur biochimie et leur physiologie avec la période de rotation de la Terre. L’anticipation des changements de luminosité et de température associés à la rotation de la Terre permet à ces organismes d’avoir un avantage compétitif. 
Le système circadien doit continuellement s’adapter et se synchroniser avec l’environnement et les signaux internes du corps afin d’organiser les horloges cellulaires individuelles et de combiner les sous-réseaux tissulaires en un réseau fonctionnel cohérent qui régule le comportement et la physiologie.
Bien que généralement associé à la production de mélatonine, le rythme circadien fait bien plus que simplement induire le sommeil. Contrôlé par le noyau suprachiasmatique de l’hypothalamus, le rythme circadien de notre corps régule la température, diverses fonctions neuroendocriniennes, la fonction autonome et les performances cognitives et psychomotrices. Il n’est donc pas surprenant qu’un rythme circadien affiné soit essentiel à la santé quotidienne. La prise de cannabis peut grandement affecter ces mécanismes de régulation, dont plusieurs recherches suggèrent un lien entre le système endocannabinoïde et l’horloge circadienne.

## CBD et décalage horaire
Le cannabis est composé de plus de 100 molécules appelées cannabinoïdes dont deux sont les plus étudiées, le CBD et le THC. Le CBD est la molécule principale responsable de la perturbation de l’horloge circadienne et des gènes qui la régulent. Le THC joue un rôle minimal dans l’horloge mais peut interférer dans la formation de souvenirs et dans l'interprétation de l’information.
Le système endocannabinoïde (ECS), ces récepteurs, ces ligands endogènes et ces enzymes peuvent jouer un rôle primordial dans la régulation du rythme circadien lorsque ingérés. En effet, le manque du sommeil régulier cause des dérégulations dans l’ECS,. Réciproquement, l'arrêt de la consommation régulière de cannabis, et plus spécifiquement du CBD, engendre une mauvaise qualité de sommeil, et est l’une des raisons principales de la rechute au cannabis. 
La présence d’une relation entre le cannabis et le rythme circadien est certaine, par contre, la nature avantageuse ou désavantageuse de cette relation est toujours contestée. L’utilisation chronique du cannabis, par exemple, peut perturber, détériorer et causer des troubles liés au sommeil,. En revanche, des doses contrôlées de cannabis peuvent avoir des effets bénéfiques sur la qualité de ce sommeil.

## Thérapie des endocannabinoïdes sur les troubles du sommeil

### Cannabis médical et troubles du sommeil
L’insomnie se manifeste par une difficulté à trouver le sommeil, à rester endormi, le fait de se réveiller trop tôt sans être capable de se rendormir ou encore comme une combinaison des trois. L’insomnie est l’un des troubles du sommeil les plus courants chez les patients atteints d’autres troubles neurologiques. Étant donné que le sommeil est l’un des besoins humains fondamentaux, comme respirer, manger ou boire. Il est alors essentiel  d’assurer la recharge.
Comme la prévalence de la consommation de cannabis augmente à travers le monde, plusieurs recherches insistent sur le rôle du cannabis médical comme traitement contre les troubles du sommeil.

### Effet des cannabinoïdes sur des patients avec insomnie
Une étude faite en 2018 avec un échantillon plus large et sous des conditions naturelles, a étudié l’efficacité de la fleur de cannabis médicale naturelle pour traiter l’insomnie. Différentes souches de plantes ont été utilisées comme : C. indica (60 %), C. Sativa (6 %) et hybride (33 %).
Les résultats ont démontré que les utilisateurs ont constaté une amélioration significative des niveaux perçus d’insomnie. L’utilisation de pipes et de vaporisateurs a été associée à un soulagement accru des symptômes et à moins d’effets négatifs, comparativement à la fumée des joints. La fleur de C. sativa a été associée à plus d’effets secondaires négatifs que la fleur de C. indica ou de plantes hybrides. Enfin, un pourcentage élevé de CBD a été associé à un soulagement plus important des symptômes. Les résultats actuels concordent avec ceux d’études antérieures chez des personnes en bonne santé qui traitent l’insomnie par le cannabis.
Il a été suggéré, chez les humains, dans une étude portant sur 23 personnes atteintes de trouble d’insomnie chronique, que l’utilisation de cannabinoïde ZTL-101 (D9-THC 10 mg, CBN 1 mg et CBD 0,5 mg) pendant deux semaines comparée à l'administration préalable ou consécutive de placebo pendant la même durée pouvait avoir des effets, à confirmer. Elle aboutissait à des déclarations d'une amélioration subjective du sommeil de 5.1 points. Les patients ont déclaré une amélioration de la latence d’endormissement, du temps de sommeil total, de la qualité subjective du sommeil et des sentiments de repos au réveil.

### Effet de la prise de cannabis sur les gènes de l’horloge circadienne
Les gènes de l’horloge circadienne sont responsables du rythme biologique de 24 heures chez les mammifères, et sont exprimés indépendamment dans différents types cellulaires, mais principalement dans le noyau suprachiasmatique de l’hypothalamus. L’usage de cannabis fréquent peut mener à une dépendance à des substances addictives, qui peut induire une chronoperturbation (une perturbation du rythme circadien). Ce phénomène entraîne des troubles métaboliques, mentaux et physiques, ainsi que des troubles addictifs, impactant négativement la santé des individus .
L’effet du cannabis sur les gènes de l’horloge circadienne a été étudié in vitro dans les cellules microgliales BV-2. Celle-ci suggèree que le cannabidiol (CBD), participe à la dérégulation des gènes de l’horloge circadienne, notamment la régulation positive de ARNTL et la régulation négative de CLOCK,. D’une part, cette dérégulation causée par le CBD a un effet sur le métabolisme de la mélatonine : en effet, à de faibles doses, il régule négativement Mtnr1, le gène qui code pour le récepteur de la mélatonine . Ceci suggère ainsi que le CBD maintient les cellules en état d’éveil, empêchant leur repos. D’autre part, une dose élevée de CBD régule à la baisse le gène CRH (corticotropine releasing hormone), diminuant le taux de cortisol et menant ainsi à un état sédatif .
La dopamine est le neurotransmetteur principal impliqué dans la récompense, la motivation et le comportement incitatif . Une expérience menée par Isir et al. en 2016 démontre que l’abus des substances telles que le cannabis mène à une surexpression du gène du récepteur de dopamine, D2, et du gène du récepteur de cannabinoïde, CB1. Lorsque ces derniers sont surexprimés, ils forment un complexe CB1-D2R . Ce phénomène facilite l’expression de la récompense de la drogue en question et peut entraîner une dépendance à celle-ci.
En outre, les gènes de l’horloge circadienne pourraient participer à la présence d’une prédisposition au trouble lié à la consommation de cannabis (Cannabis Use Disorder) (Safroy et al., 2019). En effet, une surexpression du gène SNP (Single Nucleotide Polymorphism) localisé sur le chromosome 17, au même locus que le gène PER1, a été observée chez les personnes présentant des caractéristiques de consommation à risque, telles que des antécédents psychiatriques, le chômage, une consommation hebdomadaire élevée et une consommation précoce. (Safroy et al., 2019).